# Estadio de São Lourenço
El Estadio de São Lourenço es un recinto deportivo situado en la localidad de São Lourenço, perteneciente al municipio de São Filipe de la isla de Fogo, Cabo Verde. El estadio fue remodelado con la implantación de césped artificial y colocación de asientos en la grada.
En este estadio se juegan los partidos del campeonato de segunda división de fútbol de Fogo, pertenecientes al municipio de São Filipe.